# Écozone paléarctique : plantes à graines par nom scientifique (F)

## Fa

### Fag
- Fagonia
  - Fagonia cretica - Fagonie

- Fagus - fam. Fagacées
  - Fagus crenata Bl. (synonyme Fagus sieboldii Endl.) - Hêtre du Japon
  - Fagus engleriana - Hêtre de Chine
  - Fagus japonica - Hêtre bleu du Japon
- Fagus lucida - Hêtre brillant
  - Fagus orientalis - Hêtre d'Orient
  - Fagus sylvatica - Hêtre commun

### Fai
- Faidherbia
  - Faidherbia albida - Gao

### Fal
- Fallopia - fam. Polygonaceae
  - Fallopia aubertii - Renouée d'Aubert ou Renouée de Chine
  - Fallopia convolvulus - Renouée liseron
  - Fallopia dumentorum - Renouée des haies
  - Fallopia japonica - Renouée du Japon

### Far
- Fargesia - fam. Poacées
  - Fargesia crassinoda - Bambou
  - Fargesia denudata
  - Fargesia dracocephala - Bambou
  - Fargesia jiuzhaigou
  - Fargesia murielae - Bambou
  - Fargesia nitida - Bambou
  - Fargesia robusta - Bambou
  - Fargesia rufa
  - Fargesia scabrida
  - Fargesia spathacea
  - Fargesia utilis

### Fat
- Fatsia
  - Fatsia japonica - Aralia du Japon ou Fatsia du Japon

## Fe

### Fel
- Felicia
  - Felicia amelloides - Aster du Cap

### Fer
- Ferula
  - Ferula communis - Férule commune

### Fes
- Festuca - fam. Poacées ou Graminées
  - Festuca arundinacea - Fétuque élevée
  - Festuca brachyphylla - Fétuque à feuilles courtes
  - Festuca capillata
  - Festuca elatior - Fétuque élevée
  - Festuca glauca - Fétuque glauque
  - Festuca hervieri - Fétuque d'Hervier
  - Festuca obtusa - Fétuque obtuse
  - Festuca octoflora - Fétuque octoflore
  - Festuca ovina - Fétuque des ovins ou Fétuque dure
  - Festuca prolifera - Fétuque prolifère 
  - Festuca rubra ou Festuca nigrens - Fétuque rouge
  - Festuca saximontana - Fétuque des montagnes rocheuses
  - Festuca scabrella - Fétuque scabre
  - Festuca vivipara - Fétuque vivipare
    - Festuca vivipara hirsuta - Fétuque vivipare hirsute

## Fi

### Fic
- Ficoides - fam. Aizoacées

- Ficus - fam. Moracées
  - Ficus benjamina ou Ficus comosa
  - Ficus binnendijkii - Ficus à longues feuilles
  - Ficus carica - Figuier
  - Ficus citrifolia (zone néotropicale)
  - Ficus deltoidea - Ficus à feuilles en delta
  - Ficus elastica - Gommier ou Caoutchouc
  - Ficus indica - Figuier d'Inde - fam. Cactacée
  - Ficus lyrata - Figuier lyre

### Fil
- Filipendula -  fam. Rosacées
  - Filipendula rubra - Filipendule rouge
  - Filipendula ulmaria - Reine-des-prés

### Fim
- Fimbristylis
  - Fimbristylis autumnalis'

### Fit
- Fittonia
  - Fittonia verschaffeltii - Fittonia

- Fitzroya
  - Fitzroya cupressoides - 	Cyprès de Patagonie ou « Fitzroya faux-cyprès »

## Fl

### Fla
- Flacourtia - fam. Flacourtiacées
  - Flacourtia inermis - Prune cythère

### Fle
- Flemingia

### Flo
- Floerkea
  - Floerkea proserpinacoides

## Fo

### Foe
- Foeniculum - fam. Ombellifères ou Apiacées
  - Foeniculum dulce - Fenouil
  - Foeniculum vulgare - Fenouil

### For
- Forsythia - fam. Oléacées
  - Forsythia ovata

- Fortunella - fam. Rutacées
  - Fortunella japonica - kumquat marumi (rond)
  - Fortunella margarita - Kumquat nagami (ovale)

### Fot
- Fothergilla
  - Fothergilla major

## Fr

### Fra
- Fragaria - fam. Rosaceae
  - Fragaria americana - Fraisier d'Amérique
  - Fragaria ×ananassa - Fraisier ananas
  - Fragaria chiloensis
  - Fragaria indica - Fraisier des Indes
  - Fragaria vesca - Fraisier des bois
  - Fragaria virginiana - Fraisier de Virginie ou Fraisier des champs

- Frangula - fam. Rhamnacées
  - Frangula alnus - Bourdaine

- Frankenia
  - Frankenia laevis - Frankénie

- Fraxinus - fam. Oléacées
  - Fraxinus americana - Frêne blanc
  - Fraxinus chinensis - Frêne de Chine
  - Fraxinus excelsior - Frêne commun
  - Fraxinus nigra - Frêne noir
  - Fraxinus ornus - Frêne fleur
  - Fraxinus oxycarpa
  - Fraxinus pennsylvanica - Frêne rouge ou « Frêne de Pennsylvanie »
    - Fraxinus pennsylvanivca austini - Frêne d'Austin

### Fre
- Freesia - fam. Iridacées
  - Freesia hybrida - Freesia
  - Freesea refracta

### Fri
- Fritillaria - fam. Liliacées
  - Fritillaria conica
  - Fritillaria davisii
  - Fritillaria drenovskii
  - Fritillaria ehrhartii
  - Fritillaria epirotica
  - Fritillaria euboeica
  - Fritillaria graeca
  - Fritillaria gussichiae
  - Fritillaria imperialis - Fritillaire impériale ou « Couronne impériale »
  - Fritillaria involucrata
  - Fritillaria lusitanica
  - Fritillaria macedonica
  - Fritillaria meleagris - Fritillaire pintade ou « Œuf de pintade »
  - Fritillaria meleagroides
  - Fritillaria messanensis
  - Fritillaria obliqua
  - Fritillaria orientalis
  - Fritillaria persica - Fritillaire de Perse
  - Fritillaria pontica
  - Fritillaria pyrenaica
  - Fritillaria rhodocanakis
  - Fritillaria ruthenica
  - Fritillaria stribrnyi
  - Fritillaria tubiformis
  - Fritillaria tuntasia

## Fu

### Fuc
- Fuchsia - fam. Onagracées ou Œnothéracées
  - Fuchsia gracilis
    - Fuchsia gracilis magellanica - Fuchsia gracile de Magellan

  - Fuchsia magellanica - Fuchsia de Magellan
  - Fuchsia riccartoni - Fuchsia de Ricarton
  - Fuchsia x - Fuchsia hybride

### Fum
- Fumana
  - Fumana procumbens - Fumana couché

- Fumaria - fam. Fumariacées
  - Fumaria officinalis - Fumeterre officinale
  - Fumaria muralis : fumeterre des murs.
  - Fumaria capreolata : fumeterre grimpante.
  - Fumaria parviflora : fumeterre à petites fleurs.
  - Fumaria bastardii
  - Fumaria martinii
  - Fumaria purpurea
  - Fumaria occidentalis
  - Fumaria densiflora
  - Fumaria vaillantii
  - Fumaria schleicheri

### Fun
- Funkia - fam. Liliacées
  - Hosta lancifolia - Funkia
    - Hosta lancifolia undalata - Funkia

  - Hosta plantaginea ou Funkia subcordata - Funkia
  - Hosta ventricosa - Funkia

Voir aussi Plantes par nom scientifique